# Robbie Keane
Robert David Keane (Tallaght, 8 luglio 1980) è un allenatore di calcio ed ex calciatore irlandese, di ruolo attaccante, tecnico del Ferencváros.
Nel corso della sua carriera ha vestito le maglie di Wolverhampton, Coventry City, Inter, Leeds Utd, Tottenham (con cui ha vinto una Coppa di Lega nella stagione 2007-2008), Liverpool, Celtic, West Ham Utd, Aston Villa, LA Galaxy (con cui ha vinto 3 volte la MLS venendone eletto il miglior giocatore nel 2014) e ATK.
Con la nazionale irlandese, di cui è stato capitano dal 2006 al 2016, detiene sia il record come miglior marcatore (68) che per il maggior numero di presenze (146) e ha partecipato a un mondiale (2002) e due europei (2012 e 2016).
In carriera ha segnato 126 reti in Premier League, di cui 91 con la maglia del Tottenham.

## Biografia
Figlio di Josh ed Ellie, Keane nacque a Tallaght (13 km da Dublino) nel 1980. Lasciò la capitale irlandese per trasferirsi a Londra da adolescente. Ha una sorella e un fratello: Georgina e Gary che sono gemelli. Inoltre è cugino di Jason Byrne, ex attaccante e secondo miglior marcatore nella storia del campionato irlandese di calcio. Importante sottolineare che non c'è alcun legame di parentela tra Robbie e Roy Keane.
Si sposò, dopo un fidanzamento di sei anni, il 7 giugno 2008 a Ballybrack con Claudine Palmer, ex concorrente di Miss Ireland e laureata all'università di Dublino. La coppia ebbe il primo figlio il 10 maggio 2009, un maschio di nome Robert Ronan Keane Jr., nato all'ospedale di Dublino.
Keane si dichiara tifoso del Celtic e del Liverpool, due squadre molto popolari in Irlanda. Ama i videogiochi, in particolare Sonic the Hedgehog, mentre il suo film preferito è Will Hunting - Genio ribelle. Nel tempo libero ascolta musica di vari artisti, tra cui: Robbie Williams, Ronan Keating, Eminem e blink-182.
Keane, che è figlio del cugino del cantante leader degli Smiths Morrissey, è anche noto per la sua abilità nel canto.
Keane ha una Green Card, autorizzazione che consente a uno straniero di risiedere negli Stati Uniti d'America, in quanto calciatore della Major League Soccer.

## Caratteristiche tecniche

### Giocatore
Considerato uno dei più forti giocatori irlandesi di sempre, è stato un atleta di talento, e carattere che ha abbinato qualità tecniche e atletiche. Era in grado di ricoprire tutte le posizioni della linea offensiva, sebbene fosse solito giocare a sostegno di una punta di riferimento cercando di sfruttare gli inserimenti in profondità; prediligeva essere libero di svariare per il campo senza mantenere una posizione fissa. Era in possesso di notevole velocità, ottime geometrie nei passaggi nonché un tiro calibrato e preciso. Oltre a essere stato un prolifico goleador, si distinse anche come buon rifinitore.
Con il passare degli anni mutò la propria posizione in campo: mentre agli inizi di carriera trovava la propria collocazione ideale dietro le punte, in seguito arrivò ad agire come attaccante vero e proprio, precisamente come seconda punta, pur mantenendo la peculiarità di poter essere schierato su tutte le postazioni offensive.

## Carriera

### Giocatore

#### Club

##### Gli inizi e il Wolverhampton
Iniziò la carriera calcistica nella contea di South Dublin, nella scuola calcio del Crumlin Utd, dove il suo talento fu riconosciuto già in età precoce. Ricevette offerte da Liverpool e Wolverhampton Wanderers, ma alla fine optò per il trasferimento in First Division con i Wolves, reputando i Reds come un club in cui avrebbe trovato poco spazio; il quindicenne Keane si trasferì così nelle giovanili del Wolverhampton. Trascorse circa 2 anni nel settore giovanile, per poi debuttare a livello professionistico il 9 agosto 1997. In questa occasione mise a segno una doppietta al Norwich City, guadagnandosi apprezzamenti dalla stampa e dal tecnico Colin Lee. Al termine della stagione 1998-1999, risultò essere il capocannoniere di squadra con un totale di 16 reti. Le prestazioni con il proprio team e con la nazionale avvicinarono molti club all'irlandese; il trasferimento del giovane attaccante sembrò imminente, soprattutto a fronte delle offerte pervenute. Tuttavia, con Keane ancora sotto contratto per tre anni, il Wolverhampton pretese un prezzo alto per l'irlandese e il direttore sportivo John Richards mostrò la sua riluttanza a cederlo per una somma di denaro inferiore a quella richiesta. La sua ultima presenza con gli Old Gold è datata 14 agosto 1999 contro il Portsmouth, partita questa che fu anche teatro della sua ultima marcatura per il Wolverhampton.

##### Coventry City
Poco prima dell'inizio della stagione 1999-2000, Keane fu acquistato dal Coventry City, club di Premier League, per 6 milioni di sterline, somma record per il trasferimento di un teenager. Esordì con la maglia degli Sky Blues il 21 agosto 1999 contro il Derby County e sempre nella stessa partita siglò due gol. Il tabloid inglese The Independent, riguardo alla prestazione di Keane, scrisse di un «debutto da sogno». Dopo la positiva stagione al Coventry (chiuse il torneo con 12 gol all'attivo in 31 presenze di campionato) divenne un calciatore assai apprezzato a livello internazionale e un suo trasferimento in una big parve imminente.

##### Inter
Dopo essere stato bloccato fin dal gennaio precedente, venne acquistato dall'Inter il 30 luglio 2000 per 31 miliardi di lire. Debuttò con la maglia nerazzurra il 9 agosto 2000 in Champions League contro l'Helsingborg, rendendosi protagonista di una buona prestazione; mentre l'esordio assoluto in Serie A risale al 1º ottobre contro la Reggina.
Il mese di settembre fu proficuo per Keane: segnò nella finale di Supercoppa italiana persa contro la Lazio (8 settembre), beffando il portiere biancoceleste Angelo Peruzzi con un pallonetto; segnò contro i polacchi del Ruch Chorzów in Coppa UEFA (14 settembre, primo gol europeo dell'irlandese) e marcò una rete anche contro il Lecce in Coppa Italia (24 settembre).
Il sogno di Keane di avere successo in Serie A svanì quando Marcello Lippi venne esonerato e sostituito da Marco Tardelli; quest'ultimo lo considerò niente più che una riserva, impiegandolo molto poco e preferendogli spesso Recoba. Dopo sole 14 presenze e 3 reti, nel mese di dicembre, si trasferì in prestito al Leeds Utd, che poi lo acquistò a titolo definitivo dopo sei mesi per 12 milioni di sterline.

##### Leeds Utd
Keane fece registrare il suo esordio con la maglia del Leeds Utd il 23 dicembre 2000 contro l'Aston Villa, mentre la prima marcatura arrivò una settimana più tardi contro il Middlesbrough.
Il primo periodo a Leeds fu molto positivo per il calciatore di Tallaght; a notabili prestazioni sul campo, si accompagnarono 9 gol in 18 partite, motivo per cui David O'Leary richiese il suo acquisto a titolo definitivo, avvenuto poi nel maggio 2001 per 12 milioni di sterline. La stagione seguente non si riconfermò così brillante e si ritrovò superato da altri compagni nella gerarchia degli attaccanti: infatti il Leeds poteva contare su attaccanti come Fowler, Smith, Viduka e Kewell. Nonostante lo scarso utilizzo da titolare, Keane riuscì a segnare un totale di 9 gol in 33 presenze. In tale annata firmò la prima tripletta della carriera professionistica: il 9 ottobre 2001 contro il Leicester City in Football League Cup.
Nel frattempo il Leeds Utd patì seri problemi finanziari che lo portarono a cedere i propri "prezzi pregiati". Tra essi figurò anche Keane, che si trasferì nell'agosto 2002 al Tottenham per 7 milioni di sterline.

##### Tottenham
Al momento della firma, l'allenatore Glenn Hoddle disse che Keane era l'ideale per il Tottenham e che egli avrebbe potuto fare di White Hart Lane la propria "casa spirituale" per gli anni a venire.

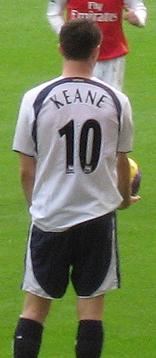
Keane durante il derby contro l' del 3 dicembre 2006.

Keane debuttò nella stagione 2002-2003 il 15 settembre 2002, nel derby contro il West Ham Utd. In questa partita si guadagnò un rigore guidando gli Spurs alla vittoria per 3 a 2 e venne votato "man of the match". Segnò il suo primo gol con la maglia del Tottenham il 6 ottobre 2002 contro il Blackburn Rovers all'Ewood Park (partita vinta dagli Spurs per 2 a 1). Nella stagione caratterizzata dal decimo posto del Tottenham, Keane fu il capocannoniere della squadra con 13 reti, tra cui una tripletta all'Everton a White Hart Lane.
Nella stagione 2003-2004 i gol di Keane contribuirono a un piazzamento a metà classifica del Tottenham. Una tripletta messa a segno il 6 dicembre 2003 contro il Wolverhampton Wanderers e un rigore segnato il 25 aprile 2004 contro l'Arsenal furono i momenti più ragguardevoli di Keane in questa stagione. Anche quell'anno, Keane fu il capocannoniere stagionale del Tottenham con 16 gol.
La sua terza stagione, la 2004-2005 fu più frustrante. Nonostante il record di gol stagionali segnati per il Tottenham (17), Keane dovette lottare per il posto durante tutta la stagione con giocatori come Jermain Defoe, Frédéric Kanouté e Mido. La frustrazione culminò nell'aprile 2005 in una partita contro il Birmingham City: il Tottenham aveva già utilizzato i 3 cambi a disposizione e Keane era rimasto in panchina; annoiato, andò negli spogliatoi prima della fine della partita. Venne multato di 10 000 sterline e costretto ad allenarsi con le riserve.
Nel precampionato della stagione successiva, Keane disputò la Peace Cup, celebre torneo amichevole. Terminò la competizione con 4 reti segnate, da capocannoniere del torneo, di cui 2 nella finale vinta contro l'Olympique Lione. Nonostante il promettente precampionato, la stagione 2005-2006 iniziò nella stessa maniera della precedente: l'allenatore gli preferì Defoe per fare coppia con Mido. La determinazione di Keane pagò nel mese di novembre quando Martin Jol decise di schierarlo titolare al posto di Defoe. Keane sfruttò subito l'opportunità e iniziò a segnare molti gol in uno dei periodi più belli della sua carriera, già a marzo superò Mido nella classifica marcatori.
La stagione si concluse per Keane con ben 16 gol in 36 presenze facendo di lui il quarto nella classifica marcatori della Premier League. Venne anche eletto vice-capitano del Tottenham e indossò la fascia quando Ledley King fu assente.
Glenn Hoddle disse di lui: "È un ragazzo talmente frizzante che chiunque lo incontra lo ama".
Nel dicembre 2005 Keane fu coinvolto in una rissa con Edgar Davids ma successivamente si incoraggiarono a vicenda e si riappacificarono, perciò la società decise di non prendere provvedimenti.
Nel febbraio 2006, il proprietario dell'Inter Massimo Moratti, dopo essere rimasto colpito dalle performance di Keane al Tottenham, ammise il suo rammarico per averlo ceduto. Keane fu uno dei dieci giocatori del Tottenham colpiti dal "norovirus" (che causa gastroenterite) il 6 maggio 2006. Nonostante ciò, giocò insieme ai compagni la partita del 7 maggio contro il West Ham Utd.

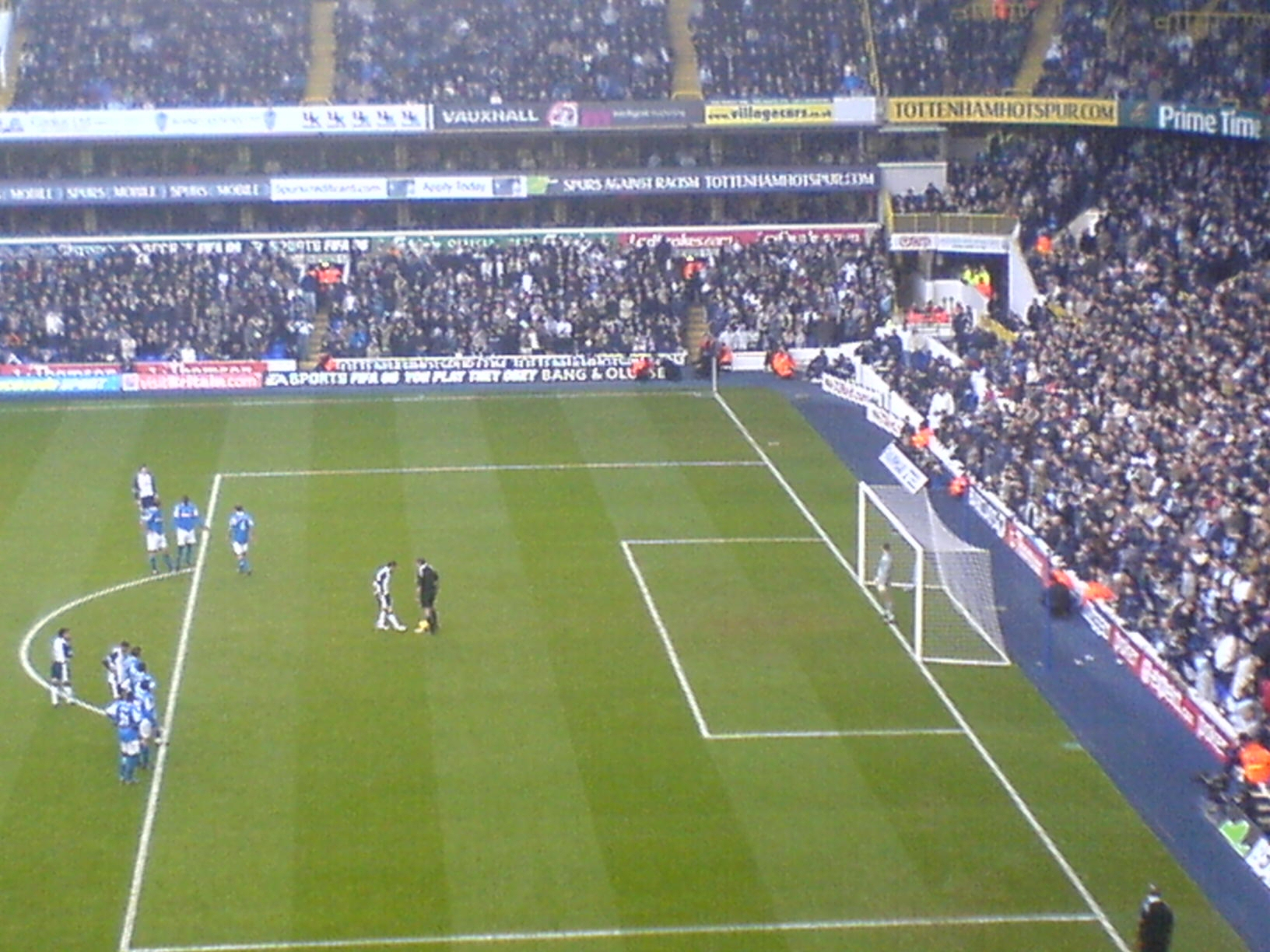
Keane si appresta a battere un rigore a White Hart Lane, in una partita contro il del 2005.

Nella stagione 2006-2007 Keane iniziò negativamente la stagione, in quanto segnò una sola rete in campionato tra agosto e dicembre. In seguito, il 5 dicembre 2006 contro il Middlesbrough, si infortunò al ginocchio. Rientrò dall'infortunio un mese dopo, precisamente il 7 gennaio; la guarigione coincise con il suo ritorno in forma e nella seconda parte di stagione segnò svariate reti. Il 25 febbraio 2007 Keane venne espulso per la prima volta nella sua carriera professionistica, precisamente al 36º del primo tempo della partita contro il Bolton, arbitrata da Graham Poll (4-1). La causa dell'espulsione fu un presunto fallo di mano sulla linea di porta; il pallone aveva però colpito il petto. Il Tottenham fece ricorso alla Federazione inglese, ma esso venne respinto. Prima dell'espulsione l'attaccante irlandese aveva comunque messo a segno una doppietta. Keane e Dimităr Berbatov formarono una coppia offensiva assortita e dinamica ed essi vinsero il premio di "giocatori del mese della FA Premier League" per il mese di aprile 2007.
Keane terminò la stagione con un totale di 22 gol in tutte le competizioni: ne segnò però 15 nelle ultime 15 partite con la media di uno a partita.
Nell'ultima partita della stagione 2006-2007 contro il Manchester City, Keane festeggiò la sua 200ª presenza con la maglia degli Spurs segnando un gol nella vittoria per 2-1 sui Citizens. Questa vittoria assicurò il quinto posto agli Spurs.
Il 26 dicembre 2007 diventò il tredicesimo giocatore della storia della Premier League ad aver segnato 100 gol. Nel 2007-2008, partito da titolare 40 volte, mise a segno 31 gol e 13 assist. I suoi 19 gol in campionato nell'anno 2007 sono stati il più alto rendimento di un giocatore della Premier League nel corso dell'anno. Anche la prima metà del 2008 fu proficua infatti il 19 gennaio 2008 contro il Sunderland, Keane segnò il suo 100º gol con la maglia del Tottenham diventando così il quindicesimo giocatore del Tottenham a raggiungere tale traguardo. Il 24 febbraio invece, Keane vinse il suo primo titolo, la Football League Cup: il Tottenham infatti sconfisse 2-1 il Chelsea al Wembley Stadium. Il 12 aprile 2008 contro il Middlesbrough, Keane collezionò la sua 250ª presenza con la maglia degli Spurs. Keane finì la stagione 2007-2008 con 15 gol (23 in tutte le competizioni, pari con Berbatov). I suoi 15 gol gli permisero di essere il primo calciatore degli Spurs ad andare in doppia cifra in Premier League per 6 stagioni consecutive.
Keane in carriera vinse il premio di giocatore dell'anno del Tottenham per tre volte (2003-2004, 2005-2006, 2007-2008); è il primo giocatore a vincerlo per tre volte.
La sua consistenza di prestazioni attirò l'interesse del Liverpool. Nonostante l'iniziale resistenza alla vendita e le accuse di comportamento scorretto, il Tottenham accettò l'offerta di 20,3 milioni di sterline per il giocatore, permettendo a Keane di giocare nel club che tifava da bambino.
La sua esperienza londinese si concluse con un totale di 254 presenze e 107 gol.

##### Liverpool

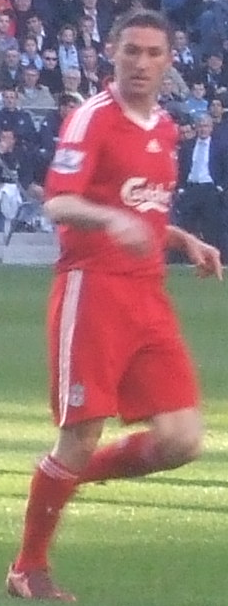
Keane con la maglia dei Reds nel 2008.

Il Liverpool rese pubblico l'interesse per Keane il 1º luglio 2008. Poco dopo il Tottenham presentò una denuncia alla Premier League contro il Liverpool per comportamento scorretto; tuttavia il 28 luglio 2008, fu proprio il Tottenham a confermare la cessione di Keane per 19 milioni di sterline (che potevano salire fino a 20,3 grazie ai bonus) al club del Merseyside. Dopo il trasferimento il Tottenham ritirò la denuncia contro il Liverpool poiché i Reds fecero una donazione alla Tottenham Hotspur Foundation e la società si scusò per il suo comportamento. Le polemiche però non finirono perché il presidente del Tottenham, Daniel Levy, dichiarò la sua insoddisfazione sostenendo che il Tottenham fu costretto a cedere il giocatore al Liverpool.
Nella sua prima intervista da giocatore del Liverpool, Keane non espresse il rammarico per le polemiche sul suo trasferimento ma disse che avrebbe scelto la maglia numero 7: un numero prima appartenuto a giocatori come Kenny Dalglish e Kevin Keegan.
Keane segnò il suo primo gol con la maglia del Liverpool il 1º ottobre 2008 in Champions League contro il PSV ad Anfield. In questa occasione dedicò ai nuovi tifosi il suo tradizionale modo singolare di esultare dopo un gol: dopo aver effettuato una capriola su un lato e un'altra in avanti, quando si trova in posizione eretta "spara" ai propri tifosi con un'arma da fuoco immaginaria. Questa esultanza era già molto famosa ai tempi del Tottenham. Il secondo gol in Champions League arrivò tre settimane dopo contro l'Atlético Madrid nella partita pareggiata 1 a 1 al Vicente Calderón.
I gol in Premier League arrivarono in ritardo. I primi risalgono alla doppietta contro il West Bromwich in data 8 novembre 2008. Questa doppietta fu un sollievo per l'attaccante che esaminò la situazione con maturità: "I gol hanno impiegato un po' di tempo ad arrivare, ma sapevo che sarebbero arrivati. Avrei potuto preoccuparmi quando ero più giovane ma non ora".
Passarono sei settimane prima che Keane segnasse di nuovo, ma il gol fu fondamentale poiché salvò il Liverpool dalla sconfitta contro l'Arsenal. Nella partita seguente contro il Bolton Wanderers, Keane segnò una doppietta. Successivamente, invece, fu spesso relegato in panchina.
Durante il mercato di gennaio, il Tottenham contattò il Liverpool per riavere l'attaccante e i Reds accettarono l'offerta poiché l'attaccante irlandese non aveva reso per quanto ci si aspettava.
Al momento della partenza di Keane ci furono molte polemiche da parte di tifosi del Liverpool, anche celebri, poiché molti di loro dissero che non gli erano state concesse abbastanza possibilità, infatti venne sostituito ben 18 volte. Inoltrandosi in fattori più tecnici, molti sostengono che Keane dovesse essere usato in modulo 4-3-2-1 insieme a Steven Gerrard e a sostegno di Fernando Torres mentre invece è stato spesso utilizzato come unica punta in un 4-5-1, ruolo a lui non congeniale. Tra le critiche piovute su Rafa Benítez, colpevole di non aver riposto fiducia nel giocatore, si distinguono quelle del quotidiano The Guardian che scrive di un Keane "vittima di Benítez". Il quotidiano riporta anche una dichiarazione di John Aldridge, 50 gol nel Liverpool, che disse "Rafa sta creando confusione nella mente di Robbie". Benítez liquidò la questione dichiarando che il calciatore non si era ambientato e che un trasferimento anticipato in un altro club era la soluzione migliore per tutti ma venne accusato di non aver saputo sfruttare le abilità dell'irlandese. La Kop, curva storica del Liverpool, espresse sul proprio sito web la perplessità per questa cessione così affrettata; era infatti molto attesa la coppia formata da Keane e Torres ma quest'ultimo era infortunato perciò non ebbero l'occasione di giocare assieme. Da segnalare anche le critiche di Peter Crouch, che, schieratosi con Keane, dichiarò: Benitez "uccise" la mia carriera al Liverpool e anche di Juande Ramos che accusò Benitez di non aver saputo sfruttare il talento del giocatore.
Keane nel suo breve periodo al Liverpool collezionò 28 partite segnando 7 gol.

##### Il ritorno al Tottenham
(Harry Redknapp)

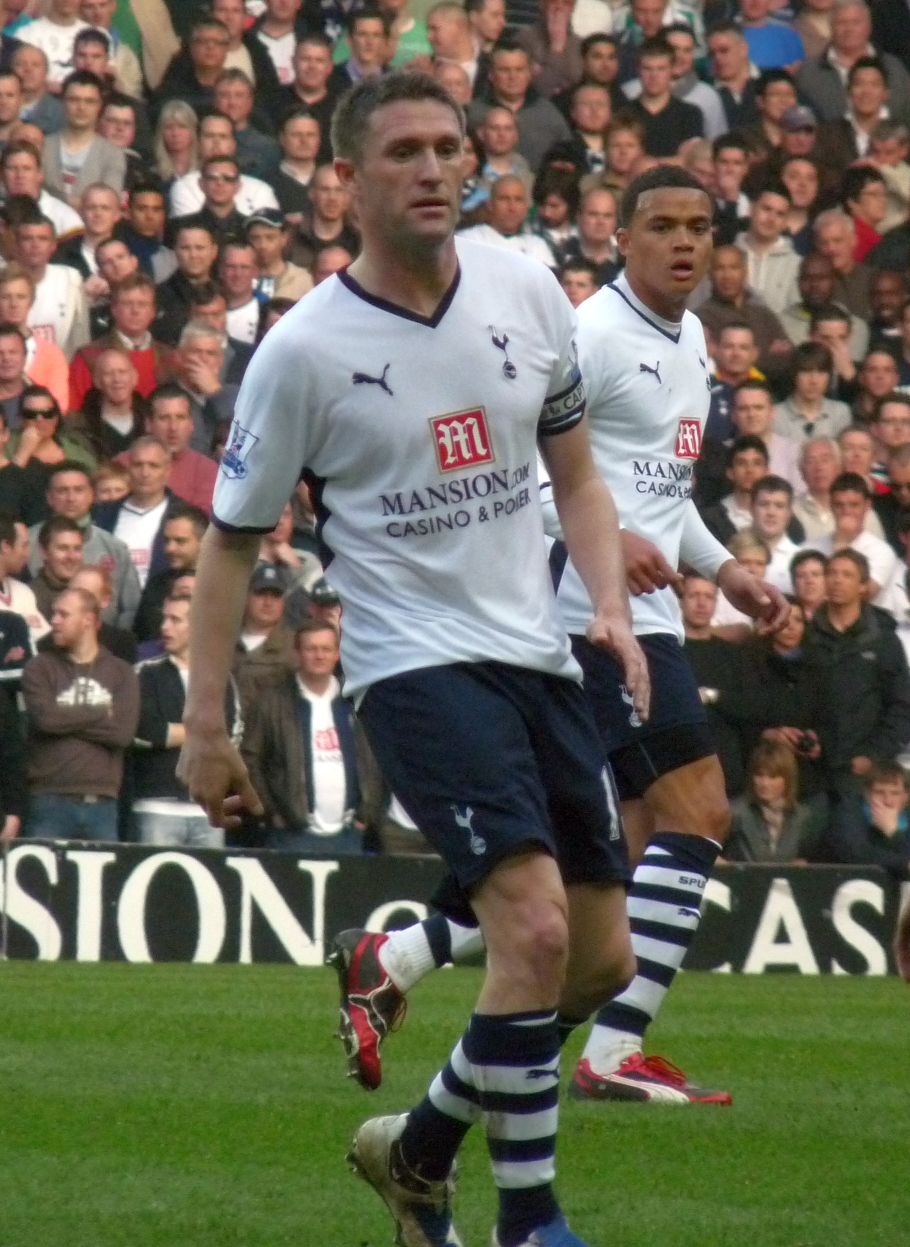
Robbie Keane con la fascia di capitano contro il il 21 marzo 2009.

Keane si trasferì nuovamente al Tottenham il 2 febbraio 2009 per un saldo di 12 milioni di sterline, potenzialmente lievitabili a 16 via bonus.
L'irlandese, tornato al Tottenham dopo averci trascorso sei stagioni da protagonista, placò subito il malumore di alcuni tifosi. Dichiarò che il trasferimento al Liverpool si è dimostrato non giusto per la prosecuzione della sua carriera e ha assicurato di dare il massimo per il futuro degli Spurs. L'allenatore Redknapp espresse subito il suo benestare dichiarando che Keane è un giocatore che può fare la differenza.
Questo cambio di casacca fece sì che il totale del denaro pagato per i vari trasferimenti di Keane ammonti a 75 milioni di sterline. Keane tornò a Londra insieme ad altri due ex compagni, Jermain Defoe e Pascal Chimbonda. Pochi giorni dopo, l'allenatore Harry Redknapp gli assegnò la fascia di capitano per rafforzare il suo rapporto con il club.
Nella sua seconda avventura con gli Spurs, con la maglia numero 15, Keane debuttò l'8 febbraio 2009 contro l'Arsenal. Segnò il suo primo gol il 4 marzo 2009 contro il Middlesbrough. Segnò un gol importante il 7 marzo quando pareggiò all'ultimo minuto il vantaggio del Sunderland. In questa occasione i tifosi del Tottenham gli dedicarono il coro "There's only one Keano" ("c'è solo un Keane"), coro a favore di Robbie e ironico nei confronti del celebre Roy Keane, allenatore del Sunderland fino a pochi mesi prima. Quando ritornò a Liverpool, nell'ultima giornata della stagione 2008-2009, segnò una rete ai Reds ma il Tottenham perse 3 a 1. In questa occasione non esultò per rispetto alla sua ex squadra.
La stagione 2008-2009 si concluse con 33 presenze (19 con il Liverpool e 14 con il Tottenham), 10 reti (5 con il Liverpool e 5 con il Tottenham) e 7 assist (4 con il Liverpool e 3 con il Tottenham).
Il 17 giugno 2009, il portale calcistico ftbl.com piazzò Keane al sesto posto della classifica dei 23 migliori attaccanti della Premier League, posto prima ricoperto da Robinho.
Per la stagione successiva gli venne riassegnata la maglia numero 10. Nel luglio 2009 ha partecipato al torneo amichevole Premier League Asia Trophy in Cina. Il 31 luglio 2009, all'Olimpico di Pechino, ha segnato una doppietta nel 3-0 rifilato all'Hull City nella finale del torneo. La stagione 2009-2010, iniziò in casa, a White Hart Lane, contro il Liverpool, partita terminata 2-1 per gli Spurs. Keane, con la fascia di capitano al braccio, ha giocato i primi 68 minuti rendendosi più volte pericoloso. Il 19 agosto 2009 ha segnato il primo gol stagionale contro l'Hull City. A inizio stagione è stato provato come esterno di centrocampo ma è presto tornato alla posizione originaria di seconda punta. Il 26 settembre 2009 ha messo a segno la sua prima quaterna in carriera nel 5-0 rifilato al Burnley, raggiungendo le 120 reti segnate in Premier League. Il 31 ottobre ha raggiunto le 500 partite professionistiche nei club nel derby perso contro l'Arsenal mentre il 7 novembre ha segnato il suo 190º gol nella carriera di club contro il Sunderland. Nella seconda parte di stagione, tuttavia, viene perlopiù utilizzato come rimpiazzo a Defoe e Crouch, subentrando spesso negli ultimi minuti. Si profila così la soluzione di un trasferimento in prestito. Subito dopo il trasferimento al Celtic sono cominciate le critiche della stampa inglese e dei tifosi del Tottenham, rivolte all'allenatore Harry Redknapp, che ha avallato il trasferimento.

###### Il rapporto con i tifosiSpurs
(Keane al suo ritorno.)
Keane riscuote un vasto successo tra i tifosi del Tottenham, e il rapporto è rimasto invariato anche dopo la breve esperienza a Liverpool.
Sostenuto amichevolmente dai tifosi degli Spurs, gli sono stati dedicati: il coro There's Only One Keano e la canzone And number 1 is Robbie Keane. Era soprannominato Keano.

##### Celtic
Il 1º febbraio 2010 si è trasferito al Celtic con la formula del prestito fino al termine della stagione. Ha debuttato in maglia biancoverde il 2 febbraio 2010 in casa del Kilmarnock (sconfitta per 1 a 0). Ha segnato il primo gol scozzese in data 7 febbraio in Scottish Cup contro il Dunfermline (vittoria per 4 a 2). Ha invece siglato il primo gol in Scottish Premier League il 13 febbraio in casa dell'Aberdeen (pareggio per 4 a 4). Il 28 febbraio ha giocato la sua prima Old Firm contro i Rangers (sconfitta per 1 a 0). Il 13 marzo ha segnato la sua prima tripletta in maglia biancoverde, nella partita di Scottish Cup contro il Kilmarnock (vittoria per 3 a 0). Il 20 marzo ha invece realizzato il suo 200º gol in carriera di club, contro il St. Johnstone (vittoria per 3 a 0). Il manager degli Hoops, Tony Mowbray, ha espresso il desiderio di trattenere l'attaccante irlandese per la stagione successiva, precisando però che l'affare è ben oltre la portata economica del club scozzese. Il 12 aprile è stato scelto come player of the month (giocatore del mese) di marzo. Nell'ultima partita di campionato contro l'Hearts ha indossato la fascia di capitano per festeggiare l'ultima partita con la maglia del Celtic. Ha concluso il quadrimestre in biancoverde con 16 reti in 19 presenze, che lo rendono capocannoniere stagionale del club, e al termine della stagione anche il nuovo manager Neil Lennon ha tentato di trattenerlo a Glasgow.

##### Gli ultimi anni
Il 30 gennaio 2011 viene annunciato il suo trasferimento in prestito al West Ham Utd.

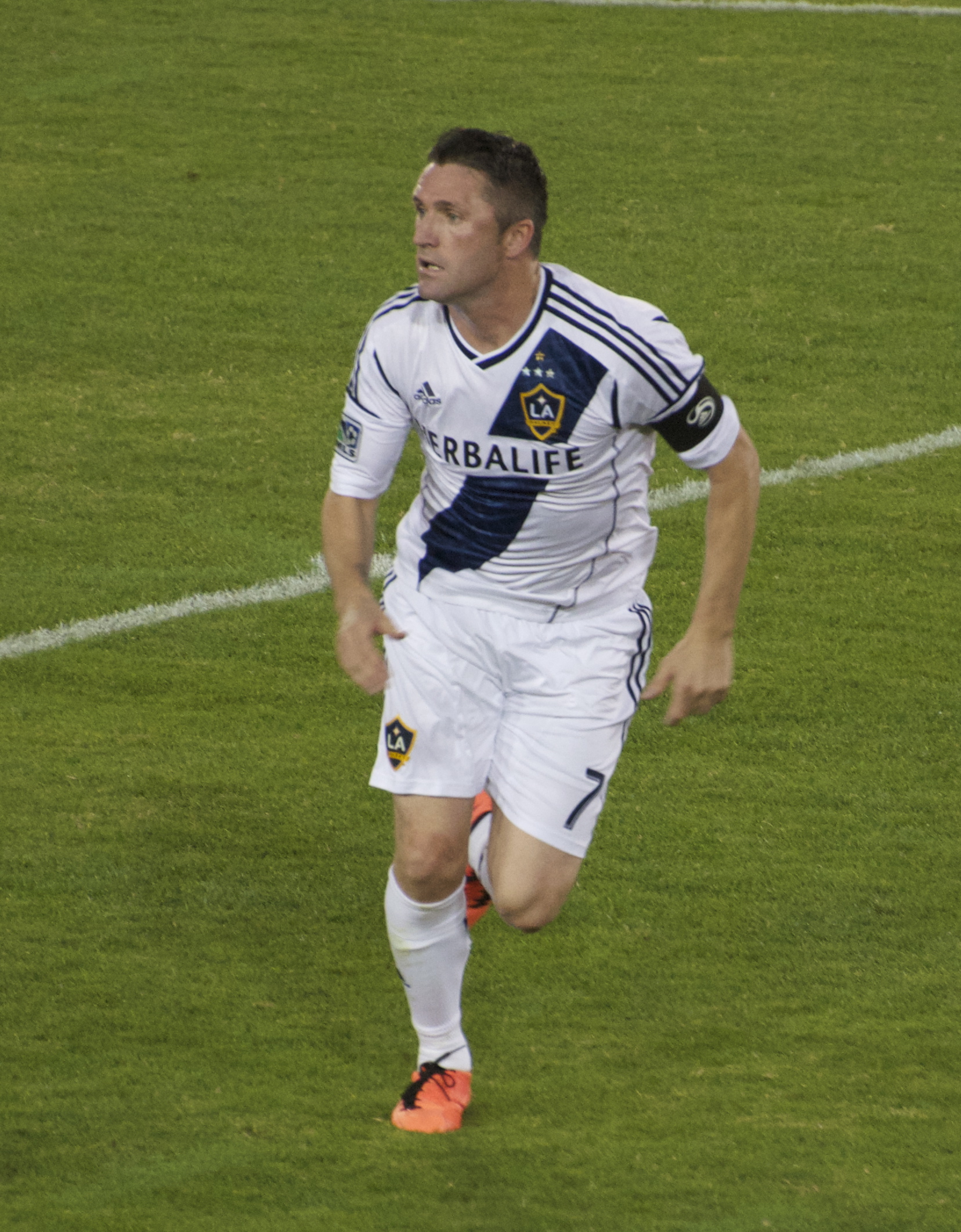
Keane con la fascia da capitano dei Galaxy nel 2013.

Il 15 agosto 2011 i LA Galaxy, squadra della Major League Soccer americana, ufficializzano l'acquisto del giocatore.
Segna il suo primo gol con i Galaxy il 20 agosto 2011 nella gara d'esordio contro i San Jose Earthquakes.
Il 12 gennaio 2012 viene ufficializzato il suo passaggio in prestito all'Aston Villa. Il 21 gennaio 2012 trova una doppietta con la maglia dei Villans, nella partita vinta contro il Wolverhampton per 2-3, senza però esultare, in segno di rispetto verso la squadra che lo ha cresciuto.
Il 4 agosto 2017 firma con l'ATK, squadra militante nella Indian Super League. Gioca solo 9 partite con il club indiano anche a causa di problemi al tendine d'achille. Ha svolto anche il ruolo di allenatore giocatore durante la sua militanza.
A fine contratto lascia il club e il 28 novembre 2018 annuncia il suo ritiro dal calcio.

#### Nazionale

##### Gli inizi
In giovane età Keane ottenne buoni risultati in campo internazionale: fece infatti parte della "Golden Generation" dell'Irlanda degli anni novanta. Sotto la guida di Brian Kerr, l'Irlanda vinse l'Europeo under-18 nel 1998 e Robbie fece parte della squadra vittoriosa a Cipro. Nel 1999 Keane partecipò al Mondiale under-20 in Nigeria, competizione nella quale l'Irlanda raggiunse i sedicesimi di finale, prima di essere eliminata ai rigori dai padroni di casa. Debuttò con la nazionale maggiore il 25 marzo 1998 contro la Rep. Ceca e segnò il suo primo gol il 14 ottobre 1998 contro Malta (in questa occasione siglò una doppietta). L'Irlanda non partecipò al campionato d'Europa 2000 ma Keane risultò comunque il miglior marcatore irlandese nella campagna di qualificazione siglando 5 reti in 7 partite.

##### Mondiale 2002

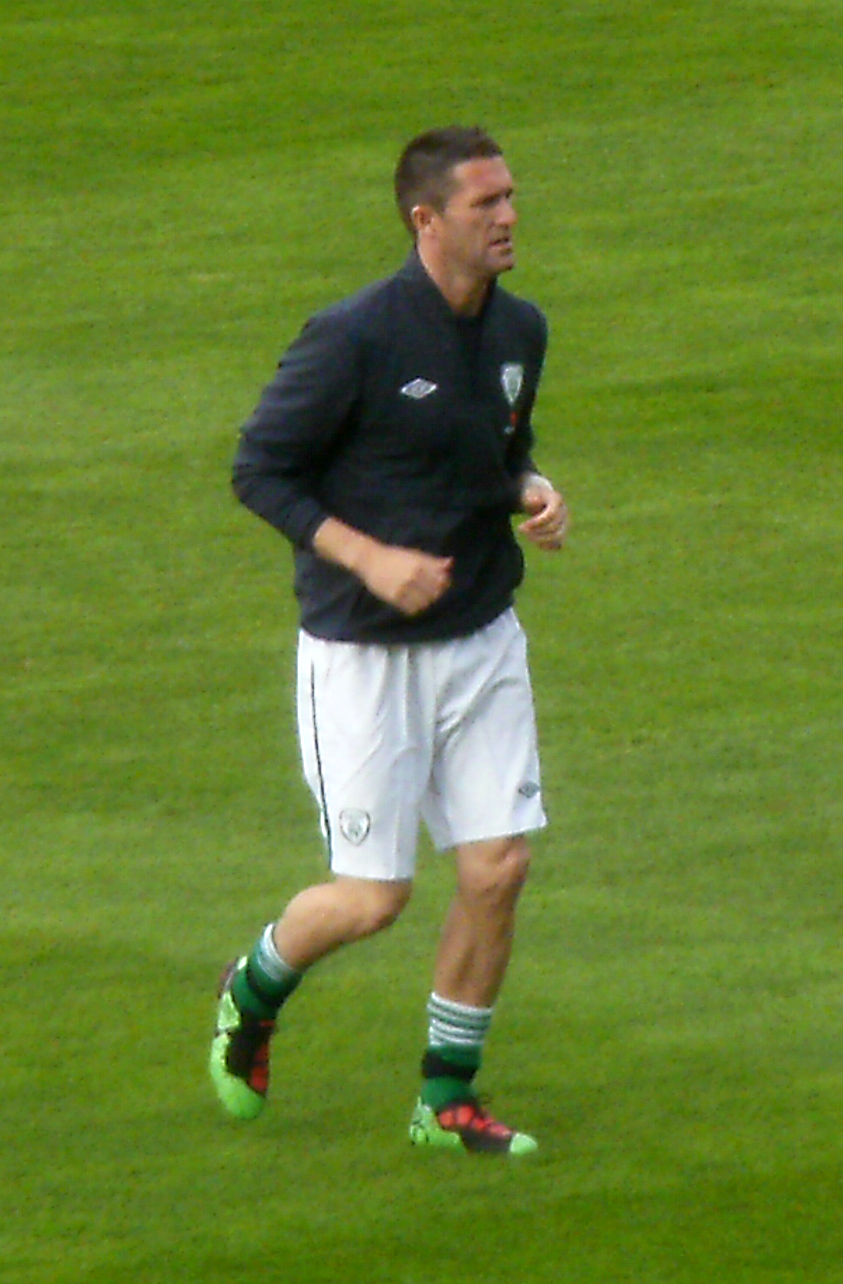
Keane in ritiro con la nazionale irlandese nel 2010.

L'Irlanda superò agevolmente le qualificazioni terminando il proprio girone in testa assieme al Portogallo. Durante la campagna di qualificazione Keane giocò 9 partite segnando 2 gol di cui il primo molto importante nella partita d'esordio, 2-2 contro l'Paesi Bassi considerata la favorita del girone.
Keane, già all'epoca considerato pedina inamovibile, partecipò al campionato del mondo 2002 in Corea del Sud e Giappone indossando la maglia numero 10. L'Irlanda era nel gruppo E con Germania, Camerun e Arabia Saudita. In questo gruppo Keane segnò 2 gol in 3 partite rispettivamente a Germania e Arabia Saudita. Ai fini del passaggio al turno successivo si rivelò molto importante il gol segnato alla Germania, siglato al novantesimo minuto e l'unico subito dalla compagine tedesca di Rudi Völler fino alla finale persa con il Brasile. Agli ottavi di finale l'Irlanda perse contro la Spagna dopo i calci di rigore. Nei tempi regolamentari la Spagna fu in vantaggio per 1 a 0 fino al novantesimo quando il pareggio irlandese venne siglato proprio da Keane su calcio di rigore. L'Irlanda non riuscì a eguagliare i quarti di finale del 1990 ma ottenne comunque un risultato molto buono rispetto agli standard. Keane terminò la competizione da capocannoniere irlandese con 3 reti in 4 partite.. Con i 3 gol di quel mondiale è il miglior marcatore irlandese ai Mondiali di calcio.

##### Anni successivi

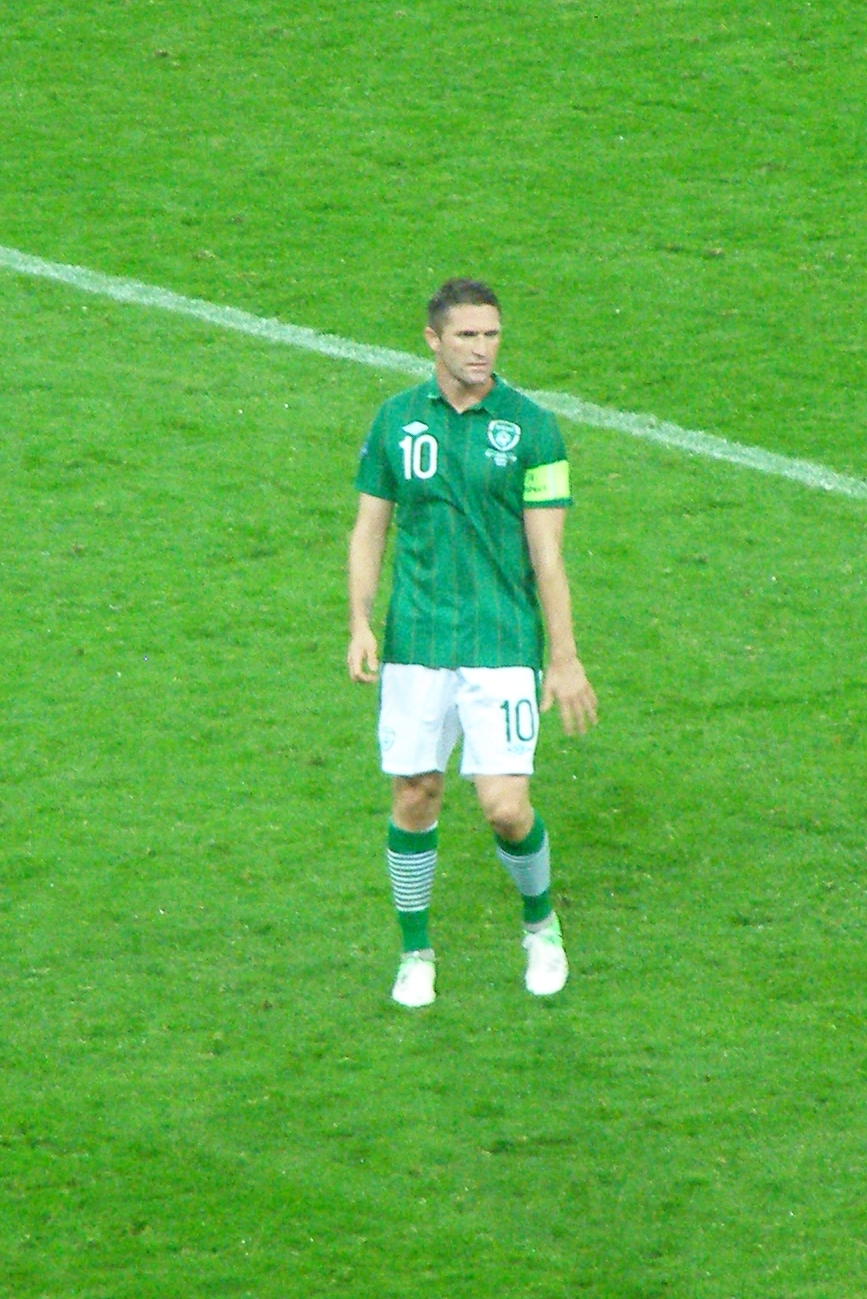
Robbie Keane a Euro 2012.

L'Irlanda fallì la qualificazione sia al campionato d'Europa 2004 sia al campionato del mondo 2006: Keane segnò rispettivamente 2 gol in 6 partite e 4 gol in 8 partite nelle campagne di qualificazione; nelle qualificazioni ai Mondiali 2006 risultò il marcatore irlandese più prolifico. Il 13 ottobre 2004, segnando due gol alle Fær Øer, è diventato il miglior marcatore di tutti i tempi della selezione irlandese portando il suo score a 22 reti e superando così Niall Quinn fermo a quota 21 gol in nazionale. Nel gennaio 2006, quando Steve Staunton divenne il nuovo commissario tecnico dell'Irlanda, assegnò la fascia di capitano a Keane. Nella prima partita da CT di Steve Staunton, Keane segnò un gol contro la Svezia al Lansdowne Road. L'Irlanda non si qualificò per il campionato d'Europa 2008 infatti arrivò terza nel difficile gruppo D. Nelle qualificazioni Keane segnò 4 reti in 11 partite di cui tre il 15 novembre 2006 contro San Marino. In questa occasione, la sua settantesima presenza in nazionale, segnò una tripletta (la sua prima per l'Irlanda), diventando il settimo giocatore irlandese della storia in grado di metterne a segno una. L'altro gol lo segnò contro il Galles il 17 novembre 2007. Giovanni Trapattoni, che subentrò a Steve Staunton nel maggio 2008, confermò la leadership di Keane, mantenendolo capitano nella sua prima partita da CT contro la Serbia, terminata 1-1. Nelle qualificazioni al campionato del mondo 2010 Keane ha giocato dieci partite e segnato cinque gol: 1 contro Cipro, 2 contro la Georgia. Ha poi realizzato il 1º aprile 2009, nella prima partita di Trapattoni come avversario contro l'Italia, il gol del definitivo 1-1 all'87º e il 5 settembre gol vittoria contro Cipro (40º centro internazionale). Risultò capocannoniere del girone con 5 reti assieme all'ex compagno Berbatov. Il 18 novembre 2009, nei play-off qualificazione contro la Francia, Keane segnò un gol allo stade de France su assist del compagno Duff. Questa marcatura fu però inutile ai fini del passaggio del turno poiché la Francia si qualificò con un gol nettamente irregolare di Gallas al termine di un'azione viziata da un doppio fallo di mano di Henry. Il capitano e uomo simbolo irlandese si scagliò contro la federazione internazionale: dopo l'introduzione delle teste di serie nei play-off, essa rimase impassibile anche davanti a questo episodio, scatenando l'ira di Keane che sottolineò questa disparità di trattamento con dichiarazioni forti: «La FIFA non vuole l'Irlanda ai Mondiali» e «Probabilmente Blatter e Platini si stanno applaudendo». L'11 agosto 2010 ha raggiunto il traguardo delle 100 presenze in nazionale, in occasione di una partita amichevole disputata all'Aviva Stadium contro l'Argentina e conclusasi con una sconfitta per 0-1.
Con 5 gol segnati, è anche il secondo (a parti merito con l'armeno Gevorg Ghazaryan) miglior cannoniere del Girone B di qualificazione all'Europeo 2012 dietro all'armeno Henrikh Mkhitaryan, girone nel quale l'Irlanda è riuscita a piazzarsi al secondo posto, valevole lo spareggio contro l'Estonia per accedere a Polonia e Ucraina. Nella gara d'andata giocata in trasferta l'11 novembre 2011, Keane, autore di una doppietta, trascina i suoi al 4-0 conclusivo, risultato che porta la nazionale allenata da Trapattoni a un passo dalla fase finale dell'Europeo. Al ritorno a Dublino la gara finisce 1-1 contro i baltici, risultato ininfluente visto il 4-0 dell'andata.

##### Gli ultimi due europei e il ritiro

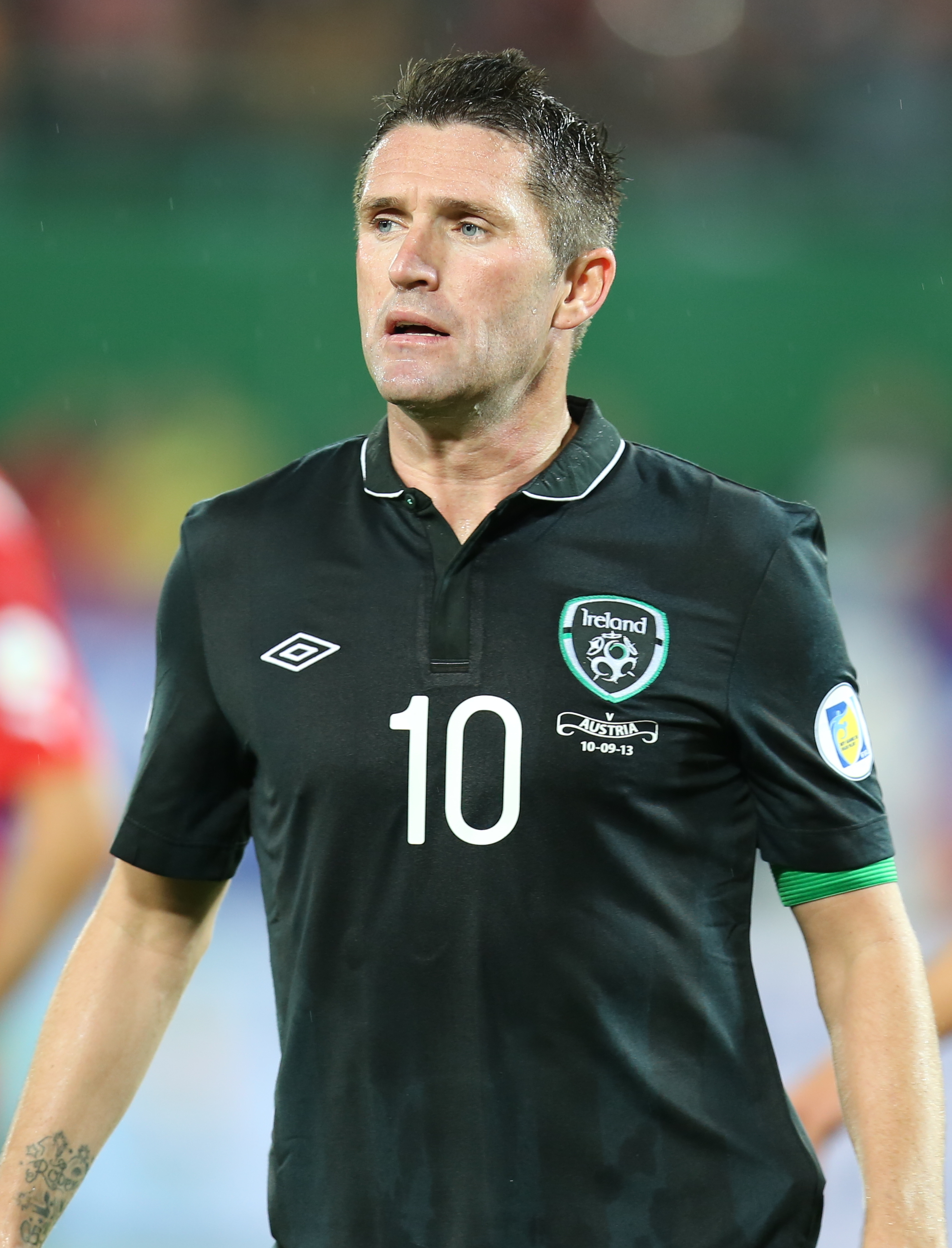
Keane durante le qualificazioni ai mondiali brasiliani nel 2014.

Viene convocato da Trapattoni per Euro 2012, il suo primo europeo come capitano, dove scende in campo in tutte e tre le gare del girone contro Croazia, Spagna e Italia; l'Irlanda termina il girone all'ultimo posto con nessun punto totalizzato e nessun gol messo a segno da Keane. Tra l'altro Spagna e Italia sono state le future finalista del torneo.
Non riesce a qualificare l'Irlanda ai Mondiali 2014 in Brasile, nonostante le 6 reti segnate in 7 partite (tra cui una tripletta alle Fær Øer decidendo il 3-0 segnando tutti e 3 i goal della squadra).
Il 21 ottobre 2014, segnando una tripletta a Gibilterra, è diventato il miglior marcatore di tutti i tempi nelle qualificazioni europee con 21 gol realizzati in 40 partite disputate.
Agli Europei 2016 in Francia i verdi riescono a qualificarsi, e poi Keane viene convocato per la manifestazione continentale in cui gioca 2 partite della squadra eliminata agli ottavi di finale dai francesi padroni di casa (partita in cui Keane non è stato impiegato).
Il 24 agosto annuncia che lascerà la nazionale dopo la partita con l'Oman del 31 agosto. La partita si conclude col punteggio di 4-0 per la selezione irlandese e Keane segna la rete del provvisorio 2-0, prima di venire sostituito al 57º minuto dal trequartista Wesley Hoolahan.

### Allenatore
Dopo aver ricoperto il ruolo di allenatore-giocatore dell'ATK, il 28 novembre 2018 ha annunciato che sarebbe diventato il vice di Mick McCarthy alla guida della nazionale maggiore irlandese; McCarthy era già stato allenatore dell'Irlanda dal 1996 al 2002, e aveva fatto esordire lo stesso Keane in nazionale nel marzo 1998.
Il 14 giugno 2019 è stato nominato vice dell'allenatore Jonathan Woodgate al Middlesbrough, nella Championship inglese, mantenendo al contempo il suo incarico nello staff della nazionale irlandese.
Non confermato nell'organico dell'Irlanda dopo l'arrivo di Stephen Kenny nell'aprile del 2020, il 23 giugno seguente Keane ha lasciato ufficialmente anche il Middlesbrough, in seguito all'esonero di Woodgate in favore di Neil Warnock.
Dopo aver ottenuto la licenza UEFA Pro nell'estate del 2020 e aver collaborato gratuitamente con lo Shamrock Rovers lungo l'anno successivo, il 3 maggio 2023 Keane è entrato a far parte dello staff tecnico del Leeds Utd, in Premier League, come assistente di Sam Allardyce. Tuttavia, in seguito alla retrocessione del club in Championship al termine del campionato, il 2 giugno seguente entrambi hanno annunciato le proprie dimissioni.
Il 26 giugno dello stesso anno è stato nominato nuovo allenatore del Maccabi Tel Aviv, nella massima serie israeliana, rivestendo il suo primo incarico da tecnico di una prima squadra. Ha condotto la squadra alla vittoria del campionato nel 2023-2024. Al termine della stagione, ha rassegnato le dimissioni.

## Statistiche

### Presenze e reti nei club
Tra club, nazionale maggiore e nazionali giovanili, Robbie Keane ha giocato globalmente 895 partite segnando 397 reti, alla media di 0,44 gol a partita.
Statistiche aggiornate al termine della carriera da calciatore.
| Stagione             | Squadra              | Campionato           | Campionato | Campionato | Coppe nazionali | Coppe nazionali | Coppe nazionali | Coppe continentali | Coppe continentali | Coppe continentali | Altre coppe | Altre coppe | Altre coppe | Totale | Totale |
| Stagione             | Squadra              | Comp                 | Pres       | Reti       | Comp            | Pres            | Reti            | Comp               | Pres               | Reti               | Comp        | Pres        | Reti        | Pres   | Reti   |
| -------------------- | -------------------- | -------------------- | ---------- | ---------- | --------------- | --------------- | --------------- | ------------------ | ------------------ | ------------------ | ----------- | ----------- | ----------- | ------ | ------ |
| 1997-1998            | Wolverhampton        | FD                   | 38         | 11         | FACup+CdL       | 3+4             | 0               | -                  | -                  | -                  | -           | -           | -           | 45     | 11     |
| 1998-1999            | Wolverhampton        | FD                   | 33         | 11         | FACup+CdL       | 2+4             | 2+3             | -                  | -                  | -                  | -           | -           | -           | 39     | 16     |
| ago. 1999            | Wolverhampton        | FD                   | 2          | 2          | FACup+CdL       | 0+1             | 0               | -                  | -                  | -                  | -           | -           | -           | 3      | 2      |
| Totale Wolverhampton | Totale Wolverhampton | Totale Wolverhampton | 73         | 24         |                 | 14              | 5               |                    | -                  | -                  |             | -           | -           | 87     | 29     |
| 1999-2000            | Coventry City        | PL                   | 31         | 12         | FACup+CdL       | 3+0             | 0               | -                  | -                  | -                  | -           | -           | -           | 34     | 12     |
| 2000-gen. 2001       | Inter                | A                    | 6          | 0          | CI              | 3               | 1               | UCL+CU             | 2+2                | 0+1                | SI          | 1           | 1           | 14     | 3      |
| gen-giu. 2001        | Leeds Utd            | PL                   | 18         | 9          | FACup+CdL       | 2+0             | 0               | -                  | -                  | -                  | -           | -           | -           | 20     | 9      |
| 2001-2002            | Leeds Utd            | PL                   | 25         | 3          | FACup+CdL       | 0+2             | 3               | CU                 | 6                  | 3                  | -           | -           | -           | 33     | 9      |
| ago. 2002            | Leeds Utd            | PL                   | 3          | 1          | FACup+CdL       | 0               | 0               | CU                 | 0                  | 0                  | -           | -           | -           | 3      | 1      |
| Totale Leeds Utd     | Totale Leeds Utd     | Totale Leeds Utd     | 46         | 13         |                 | 4               | 3               |                    | 6                  | 3                  |             | -           | -           | 56     | 19     |
| 2002-2003            | Tottenham            | PL                   | 29         | 13         | FACup+CdL       | 1+2             | 0               | -                  | -                  | -                  | -           | -           | -           | 32     | 13     |
| 2003-2004            | Tottenham            | PL                   | 34         | 14         | FACup+CdL       | 3+4             | 1+1             | -                  | -                  | -                  | -           | -           | -           | 41     | 16     |
| 2004-2005            | Tottenham            | PL                   | 35         | 11         | FACup+CdL       | 6+4             | 3+3             | -                  | -                  | -                  | -           | -           | -           | 45     | 17     |
| 2005-2006            | Tottenham            | PL                   | 36         | 16         | FACup+CdL       | 1+1             | 0               | -                  | -                  | -                  | -           | -           | -           | 38     | 16     |
| 2006-2007            | Tottenham            | PL                   | 27         | 11         | FACup+CdL       | 5+3             | 5+1             | CU                 | 9                  | 5                  | -           | -           | -           | 44     | 22     |
| 2007-2008            | Tottenham            | PL                   | 36         | 15         | FACup+CdL       | 3+5             | 2+2             | CU                 | 10                 | 4                  | -           | -           | -           | 54     | 23     |
| 2008-gen. 2009       | Liverpool            | PL                   | 19         | 5          | FACup+CdL       | 1+1             | 0               | UCL                | 7                  | 2                  | -           | -           | -           | 28     | 7      |
| feb.-giu. 2009       | Tottenham            | PL                   | 14         | 5          | FACup+CdL       | 0               | 0               | CU                 | -                  | -                  | -           | -           | -           | 14     | 5      |
| 2009-gen. 2010       | Tottenham            | PL                   | 20         | 6          | FACup+CdL       | 2+3             | 1+2             | -                  | -                  | -                  | -           | -           | -           | 25     | 9      |
| feb.-giu. 2010       | Celtic               | SPL                  | 16         | 12         | SC+SLC          | 3+0             | 4+0             | UCL+UEL            | -                  | -                  | -           | -           | -           | 19     | 16     |
| 2010-gen. 2011       | Tottenham            | PL                   | 7          | 0          | FACup+CdL       | 0+1             | 1               | UCL                | 5                  | 0                  | -           | -           | -           | 13     | 1      |
| Totale Tottenham     | Totale Tottenham     | Totale Tottenham     | 238        | 91         |                 | 44              | 22              |                    | 24                 | 9                  |             | -           | -           | 306    | 122    |
| gen.-giu. 2011       | West Ham Utd         | PL                   | 9          | 2          | FACup+CdL       | 1+0             | 0               | -                  | -                  | -                  | -           | -           | -           | 10     | 2      |
| 2011                 | LA Galaxy            | MLS                  | 4+4        | 2+1        | USOC            | 0               | 0               | CCL                | 3                  | 1                  | -           | -           | -           | 11     | 4      |
| gen.-feb. 2012       | Aston Villa          | PL                   | 6          | 3          | FACup+CdL       | 1+0             | 0               | -                  | -                  | -                  | -           | -           | -           | 7      | 3      |
| 2012                 | LA Galaxy            | MLS                  | 28+6       | 16+6       | USOC            | 0               | 0               | CCL+CCL            | 2+1                | 0+1                | -           | -           | -           | 37     | 23     |
| 2013                 | LA Galaxy            | MLS                  | 23+2       | 16+0       | USOC            | 0               | 0               | CCL+CCL            | 4+1                | 1+2                | -           | -           | -           | 30     | 19     |
| 2014                 | LA Galaxy            | MLS                  | 29+5       | 19+2       | USOC            | 1               | 0               | CCL                | 2                  | 2                  | -           | -           | -           | 37     | 23     |
| 2015                 | LA Galaxy            | MLS                  | 24+1       | 20+0       | USOC            | 2               | 3               | CCL                | 1                  | 2                  | -           | -           | -           | 28     | 25     |
| 2016                 | LA Galaxy            | MLS                  | 17+3       | 10+0       | USOC            | 0               | 0               | CCL                | 2                  | 0                  | -           | -           | -           | 22     | 10     |
| Totale LA Galaxy     | Totale LA Galaxy     | Totale LA Galaxy     | 146        | 92         |                 | 3               | 3               |                    | 16                 | 9                  |             | -           | -           | 165    | 104    |
| 2017-2018            | ATK                  | ISL                  | 9          | 6          |                 | -               | -               | -                  | -                  | -                  | SC          | 2           | 2           | 11     | 8      |
| Totale carriera      | Totale carriera      | Totale carriera      | 599        | 260        |                 | 78              | 38              |                    | 57                 | 24                 |             | 3           | 3           | 737    | 325    |

### Cronologia presenze e reti in nazionale
| Cronologia completa delle presenze e delle reti in nazionale ― Irlanda | Cronologia completa delle presenze e delle reti in nazionale ― Irlanda | Cronologia completa delle presenze e delle reti in nazionale ― Irlanda | Cronologia completa delle presenze e delle reti in nazionale ― Irlanda | Cronologia completa delle presenze e delle reti in nazionale ― Irlanda | Cronologia completa delle presenze e delle reti in nazionale ― Irlanda | Cronologia completa delle presenze e delle reti in nazionale ― Irlanda | Cronologia completa delle presenze e delle reti in nazionale ― Irlanda |
| Data                                                                   | Città                                                                  | In casa                                                                | Risultato                                                              | Ospiti                                                                 | Competizione                                                           | Reti                                                                   | Note                                                                   |
| ---------------------------------------------------------------------- | ---------------------------------------------------------------------- | ---------------------------------------------------------------------- | ---------------------------------------------------------------------- | ---------------------------------------------------------------------- | ---------------------------------------------------------------------- | ---------------------------------------------------------------------- | ---------------------------------------------------------------------- |
| 25-3-1998                                                              | Olomouc                                                                | Rep. Ceca                                                              | 2 – 1                                                                  | Irlanda                                                                | Amichevole                                                             | -                                                                      | 46’                                                                    |
| 22-4-1998                                                              | Dublino                                                                | Irlanda                                                                | 0 – 2                                                                  | Argentina                                                              | Amichevole                                                             | -                                                                      |                                                                        |
| 23-5-1998                                                              | Dublino                                                                | Irlanda                                                                | 0 – 0                                                                  | Messico                                                                | Amichevole                                                             | -                                                                      |                                                                        |
| 5-9-1998                                                               | Dublino                                                                | Irlanda                                                                | 2 – 0                                                                  | Croazia                                                                | Qual. Euro 2000                                                        | -                                                                      | 33’ 62’                                                                |
| 14-10-1998                                                             | Dublino                                                                | Irlanda                                                                | 5 – 0                                                                  | Malta                                                                  | Qual. Euro 2000                                                        | 2                                                                      | 82’                                                                    |
| 10-2-1999                                                              | Dublino                                                                | Irlanda                                                                | 2 – 0                                                                  | Paraguay                                                               | Amichevole                                                             | -                                                                      | 67’                                                                    |
| 28-4-1999                                                              | Dublino                                                                | Irlanda                                                                | 2 – 0                                                                  | Svezia                                                                 | Amichevole                                                             | -                                                                      | 79’                                                                    |
| 29-5-1999                                                              | Dublino                                                                | Irlanda                                                                | 0 – 1                                                                  | Irlanda del Nord                                                       | Amichevole                                                             | -                                                                      | 56’                                                                    |
| 9-6-1999                                                               | Dublino                                                                | Irlanda                                                                | 1 – 0                                                                  | Macedonia                                                              | Qual. Euro 2000                                                        | -                                                                      | 67’                                                                    |
| 1-9-1999                                                               | Dublino                                                                | Irlanda                                                                | 2 – 1                                                                  | Jugoslavia                                                             | Qual. Euro 2000                                                        | 1                                                                      |                                                                        |
| 8-9-1999                                                               | Ta' Qali                                                               | Malta                                                                  | 2 – 3                                                                  | Irlanda                                                                | Qual. Euro 2000                                                        | 1                                                                      |                                                                        |
| 9-10-1999                                                              | Skopje                                                                 | Macedonia                                                              | 1 – 1                                                                  | Irlanda                                                                | Qual. Euro 2000                                                        | -                                                                      | 66’                                                                    |
| 13-11-1999                                                             | Dublino                                                                | Irlanda                                                                | 1 – 1                                                                  | Turchia                                                                | Qual. Euro 2000                                                        | 1                                                                      | 86’                                                                    |
| 23-2-2000                                                              | Dublino                                                                | Irlanda                                                                | 3 – 2                                                                  | Rep. Ceca                                                              | Amichevole                                                             | 1                                                                      | 90’                                                                    |
| 26-4-2000                                                              | Dublino                                                                | Irlanda                                                                | 0 – 1                                                                  | Grecia                                                                 | Amichevole                                                             | -                                                                      |                                                                        |
| 30-5-2000                                                              | Dublino                                                                | Irlanda                                                                | 1 – 2                                                                  | Scozia                                                                 | Amichevole                                                             | -                                                                      |                                                                        |
| 4-6-2000                                                               | Chicago                                                                | Messico                                                                | 2 – 2                                                                  | Irlanda                                                                | U.S. Cup 2000                                                          | -                                                                      | 46’                                                                    |
| 11-6-2000                                                              | East Rutherford                                                        | Irlanda                                                                | 2 – 1                                                                  | Sudafrica                                                              | U.S. Cup 2000                                                          | -                                                                      | 46’                                                                    |
| 2-9-2000                                                               | Amsterdam                                                              | Paesi Bassi                                                            | 2 – 2                                                                  | Irlanda                                                                | Qual. Mondiali 2002                                                    | 1                                                                      |                                                                        |
| 7-10-2000                                                              | Lisbona                                                                | Portogallo                                                             | 1 – 1                                                                  | Irlanda                                                                | Qual. Mondiali 2002                                                    | -                                                                      | 65’ 84’                                                                |
| 11-10-2000                                                             | Dublino                                                                | Irlanda                                                                | 2 – 0                                                                  | Estonia                                                                | Qual. Mondiali 2002                                                    | -                                                                      | 88’                                                                    |
| 15-11-2000                                                             | Dublino                                                                | Irlanda                                                                | 3 – 0                                                                  | Finlandia                                                              | Amichevole                                                             | -                                                                      | 90’                                                                    |
| 24-3-2001                                                              | Strovolos                                                              | Cipro                                                                  | 0 – 4                                                                  | Irlanda                                                                | Qual. Mondiali 2002                                                    | -                                                                      | 87’                                                                    |
| 28-3-2001                                                              | Barcellona                                                             | Andorra                                                                | 0 – 3                                                                  | Irlanda                                                                | Qual. Mondiali 2002                                                    | -                                                                      |                                                                        |
| 2-6-2001                                                               | Dublino                                                                | Irlanda                                                                | 1 – 1                                                                  | Portogallo                                                             | Qual. Mondiali 2002                                                    | -                                                                      | 61’                                                                    |
| 15-8-2001                                                              | Dublino                                                                | Irlanda                                                                | 2 – 2                                                                  | Croazia                                                                | Amichevole                                                             | -                                                                      | 46’                                                                    |
| 1-9-2001                                                               | Dublino                                                                | Irlanda                                                                | 1 – 0                                                                  | Paesi Bassi                                                            | Qual. Mondiali 2002                                                    | -                                                                      | 60’                                                                    |
| 10-11-2001                                                             | Dublino                                                                | Irlanda                                                                | 2 – 0                                                                  | Iran                                                                   | Qual. Mondiali 2002                                                    | 1                                                                      |                                                                        |
| 15-11-2001                                                             | Teheran                                                                | Iran                                                                   | 1 – 0                                                                  | Irlanda                                                                | Qual. Mondiali 2002                                                    | -                                                                      | 49’ 75’                                                                |
| 13-2-2002                                                              | Dublino                                                                | Irlanda                                                                | 2 – 0                                                                  | Russia                                                                 | Amichevole                                                             | 1                                                                      | 86’                                                                    |
| 27-3-2002                                                              | Dublino                                                                | Irlanda                                                                | 3 – 0                                                                  | Danimarca                                                              | Amichevole                                                             | 1                                                                      | 75’                                                                    |
| 17-4-2002                                                              | Dublino                                                                | Irlanda                                                                | 2 – 1                                                                  | Stati Uniti                                                            | Amichevole                                                             | -                                                                      | 82’                                                                    |
| 16-5-2002                                                              | Dublino                                                                | Irlanda                                                                | 1 – 2                                                                  | Nigeria                                                                | Amichevole                                                             | -                                                                      | 60’                                                                    |
| 1-6-2002                                                               | Niigata                                                                | Camerun                                                                | 1 – 1                                                                  | Irlanda                                                                | Mondiali 2002 - 1º turno                                               | -                                                                      |                                                                        |
| 5-6-2002                                                               | Kashima                                                                | Germania                                                               | 1 – 1                                                                  | Irlanda                                                                | Mondiali 2002 - 1º turno                                               | 1                                                                      |                                                                        |
| 11-6-2002                                                              | Yokohama                                                               | Arabia Saudita                                                         | 0 – 3                                                                  | Irlanda                                                                | Mondiali 2002 - 1º turno                                               | 1                                                                      |                                                                        |
| 16-6-2002                                                              | Suwon                                                                  | Irlanda                                                                | 1 – 1 dts (2 – 3 dtr)                                                  | Spagna                                                                 | Mondiali 2002 - Ottavi di finale                                       | 1                                                                      |                                                                        |
| 21-8-2002                                                              | Helsinki                                                               | Finlandia                                                              | 0 – 3                                                                  | Irlanda                                                                | Amichevole                                                             | 1                                                                      | 83’                                                                    |
| 7-9-2002                                                               | Mosca                                                                  | Russia                                                                 | 4 – 2                                                                  | Irlanda                                                                | Qual. Euro 2004                                                        | -                                                                      |                                                                        |
| 16-10-2002                                                             | Dublino                                                                | Irlanda                                                                | 1 – 2                                                                  | Svizzera                                                               | Qual. Euro 2004                                                        | -                                                                      |                                                                        |
| 2-4-2003                                                               | Tirana                                                                 | Albania                                                                | 0 – 0                                                                  | Irlanda                                                                | Qual. Euro 2004                                                        | -                                                                      | 66’                                                                    |
| 30-4-2003                                                              | Dublino                                                                | Irlanda                                                                | 1 – 0                                                                  | Norvegia                                                               | Amichevole                                                             | -                                                                      | 90’                                                                    |
| 7-6-2003                                                               | Dublino                                                                | Irlanda                                                                | 2 – 1                                                                  | Albania                                                                | Qual. Euro 2004                                                        | 1                                                                      |                                                                        |
| 11-6-2003                                                              | Dublino                                                                | Irlanda                                                                | 2 – 0                                                                  | Georgia                                                                | Qual. Euro 2004                                                        | 1                                                                      |                                                                        |
| 19-8-2003                                                              | Dublino                                                                | Irlanda                                                                | 2 – 1                                                                  | Australia                                                              | Amichevole                                                             | -                                                                      | 44’                                                                    |
| 11-10-2003                                                             | Basilea                                                                | Svizzera                                                               | 2 – 0                                                                  | Irlanda                                                                | Qual. Euro 2004                                                        | -                                                                      |                                                                        |
| 18-11-2003                                                             | Dublino                                                                | Irlanda                                                                | 3 – 0                                                                  | Canada                                                                 | Amichevole                                                             | 2                                                                      |                                                                        |
| 18-2-2004                                                              | Dublino                                                                | Irlanda                                                                | 0 – 0                                                                  | Brasile                                                                | Amichevole                                                             | -                                                                      |                                                                        |
| 31-3-2004                                                              | Dublino                                                                | Irlanda                                                                | 2 – 1                                                                  | Rep. Ceca                                                              | Amichevole                                                             | 1                                                                      |                                                                        |
| 27-5-2004                                                              | Dublino                                                                | Irlanda                                                                | 1 – 0                                                                  | Romania                                                                | Amichevole                                                             | -                                                                      |                                                                        |
| 29-5-2004                                                              | Londra                                                                 | Irlanda                                                                | 0 – 3                                                                  | Nigeria                                                                | Unity Cup                                                              | -                                                                      | 84’                                                                    |
| 5-6-2004                                                               | Amsterdam                                                              | Paesi Bassi                                                            | 0 – 1                                                                  | Irlanda                                                                | Amichevole                                                             | 1                                                                      |                                                                        |
| 4-9-2004                                                               | Dublino                                                                | Irlanda                                                                | 3 – 0                                                                  | Cipro                                                                  | Qual. Mondiali 2006                                                    | 1                                                                      |                                                                        |
| 8-9-2004                                                               | Basilea                                                                | Svizzera                                                               | 1 – 1                                                                  | Irlanda                                                                | Qual. Mondiali 2006                                                    | -                                                                      |                                                                        |
| 9-10-2004                                                              | Saint-Denis                                                            | Francia                                                                | 0 – 0                                                                  | Irlanda                                                                | Qual. Mondiali 2006                                                    | -                                                                      |                                                                        |
| 13-10-2004                                                             | Dublino                                                                | Irlanda                                                                | 2 – 0                                                                  | Fær Øer                                                                | Qual. Mondiali 2006                                                    | 2                                                                      |                                                                        |
| 16-11-2004                                                             | Dublino                                                                | Irlanda                                                                | 1 – 0                                                                  | Croazia                                                                | Amichevole                                                             | 1                                                                      | 90’                                                                    |
| 9-2-2005                                                               | Dublino                                                                | Irlanda                                                                | 1 – 0                                                                  | Portogallo                                                             | Amichevole                                                             | -                                                                      | 83’                                                                    |
| 26-3-2005                                                              | Ramat Gan                                                              | Israele                                                                | 1 – 1                                                                  | Irlanda                                                                | Qual. Mondiali 2006                                                    | -                                                                      |                                                                        |
| 29-3-2005                                                              | Dublino                                                                | Irlanda                                                                | 1 – 0                                                                  | Cina                                                                   | Amichevole                                                             | -                                                                      | 62’                                                                    |
| 4-6-2005                                                               | Dublino                                                                | Irlanda                                                                | 2 – 2                                                                  | Israele                                                                | Qual. Mondiali 2006                                                    | 1                                                                      | 26’                                                                    |
| 7-9-2005                                                               | Dublino                                                                | Irlanda                                                                | 0 – 1                                                                  | Francia                                                                | Qual. Mondiali 2006                                                    | -                                                                      |                                                                        |
| 8-10-2005                                                              | Strovolos                                                              | Cipro                                                                  | 0 – 1                                                                  | Irlanda                                                                | Qual. Mondiali 2006                                                    | -                                                                      | 85’                                                                    |
| 12-10-2005                                                             | Dublino                                                                | Irlanda                                                                | 0 – 0                                                                  | Svizzera                                                               | Qual. Mondiali 2006                                                    | -                                                                      | 65’                                                                    |
| 1-3-2006                                                               | Dublino                                                                | Irlanda                                                                | 3 – 0                                                                  | Svezia                                                                 | Amichevole                                                             | 1                                                                      | cap.                                                                   |
| 24-5-2006                                                              | Dublino                                                                | Irlanda                                                                | 0 – 1                                                                  | Cile                                                                   | Amichevole                                                             | -                                                                      | cap.                                                                   |
| 2-9-2006                                                               | Stoccarda                                                              | Germania                                                               | 1 – 0                                                                  | Irlanda                                                                | Qual. Euro 2008                                                        | -                                                                      | cap. 54’                                                               |
| 7-10-2006                                                              | Strovolos                                                              | Cipro                                                                  | 5 – 2                                                                  | Irlanda                                                                | Qual. Euro 2008                                                        | -                                                                      | cap. 54’                                                               |
| 11-10-2006                                                             | Dublino                                                                | Irlanda                                                                | 1 – 1                                                                  | Rep. Ceca                                                              | Qual. Euro 2008                                                        | -                                                                      | cap.                                                                   |
| 15-11-2006                                                             | Dublino                                                                | Irlanda                                                                | 5 – 0                                                                  | San Marino                                                             | Qual. Euro 2008                                                        | 3                                                                      | cap.                                                                   |
| 7-2-2007                                                               | Serravalle                                                             | San Marino                                                             | 1 – 2                                                                  | Irlanda                                                                | Qual. Euro 2008                                                        | -                                                                      | cap.                                                                   |
| 24-3-2007                                                              | Dublino                                                                | Irlanda                                                                | 1 – 0                                                                  | Galles                                                                 | Qual. Euro 2008                                                        | -                                                                      | cap. 68’ 89’                                                           |
| 22-8-2007                                                              | Aarhus                                                                 | Danimarca                                                              | 0 – 4                                                                  | Irlanda                                                                | Amichevole                                                             | 2                                                                      | cap. 56’                                                               |
| 8-9-2007                                                               | Bratislava                                                             | Slovacchia                                                             | 2 – 2                                                                  | Irlanda                                                                | Qual. Euro 2008                                                        | -                                                                      | cap.                                                                   |
| 12-9-2007                                                              | Praga                                                                  | Rep. Ceca                                                              | 1 – 0                                                                  | Irlanda                                                                | Qual. Euro 2008                                                        | -                                                                      | cap. 89’                                                               |
| 13-10-2007                                                             | Dublino                                                                | Irlanda                                                                | 0 – 0                                                                  | Germania                                                               | Qual. Euro 2008                                                        | -                                                                      | cap.                                                                   |
| 17-10-2007                                                             | Dublino                                                                | Irlanda                                                                | 1 – 1                                                                  | Cipro                                                                  | Qual. Euro 2008                                                        | -                                                                      | cap.                                                                   |
| 17-11-2007                                                             | Cardiff                                                                | Galles                                                                 | 2 – 2                                                                  | Irlanda                                                                | Qual. Euro 2008                                                        | 1                                                                      | cap.                                                                   |
| 6-2-2008                                                               | Dublino                                                                | Irlanda                                                                | 0 – 1                                                                  | Brasile                                                                | Amichevole                                                             | -                                                                      | cap.                                                                   |
| 24-5-2008                                                              | Dublino                                                                | Irlanda                                                                | 1 – 1                                                                  | Serbia                                                                 | Amichevole                                                             | -                                                                      | cap. 69’                                                               |
| 29-5-2008                                                              | Londra                                                                 | Irlanda                                                                | 1 – 0                                                                  | Colombia                                                               | Amichevole                                                             | 1                                                                      | cap.                                                                   |
| 20-8-2008                                                              | Oslo                                                                   | Norvegia                                                               | 1 – 1                                                                  | Irlanda                                                                | Amichevole                                                             | 1                                                                      | cap. 62’                                                               |
| 6-9-2008                                                               | Magonza                                                                | Georgia                                                                | 1 – 2                                                                  | Irlanda                                                                | Qual. Mondiali 2010                                                    | -                                                                      | cap.                                                                   |
| 10-9-2008                                                              | Podgorica                                                              | Montenegro                                                             | 0 – 0                                                                  | Irlanda                                                                | Qual. Mondiali 2010                                                    | -                                                                      | cap.                                                                   |
| 15-10-2008                                                             | Dublino                                                                | Irlanda                                                                | 1 – 0                                                                  | Cipro                                                                  | Qual. Mondiali 2010                                                    | 1                                                                      | cap.                                                                   |
| 11-2-2009                                                              | Dublino                                                                | Irlanda                                                                | 2 – 1                                                                  | Georgia                                                                | Qual. Mondiali 2010                                                    | 2                                                                      | cap.                                                                   |
| 28-3-2009                                                              | Dublino                                                                | Irlanda                                                                | 1 – 1                                                                  | Bulgaria                                                               | Qual. Mondiali 2010                                                    | -                                                                      | cap.                                                                   |
| 1-4-2009                                                               | Bari                                                                   | Italia                                                                 | 1 – 1                                                                  | Irlanda                                                                | Qual. Mondiali 2010                                                    | 1                                                                      | cap.                                                                   |
| 29-5-2009                                                              | Londra                                                                 | Nigeria                                                                | 1 – 1                                                                  | Irlanda                                                                | Amichevole                                                             | 1                                                                      | cap. 46’                                                               |
| 6-6-2009                                                               | Sofia                                                                  | Bulgaria                                                               | 1 – 1                                                                  | Irlanda                                                                | Qual. Mondiali 2010                                                    | -                                                                      | cap. 74’                                                               |
| 12-8-2009                                                              | Limerick                                                               | Irlanda                                                                | 0 – 3                                                                  | Australia                                                              | Amichevole                                                             | -                                                                      | cap.                                                                   |
| 5-9-2009                                                               | Strovolos                                                              | Cipro                                                                  | 1 – 2                                                                  | Irlanda                                                                | Qual. Mondiali 2010                                                    | 1                                                                      | cap.                                                                   |
| 10-10-2009                                                             | Dublino                                                                | Irlanda                                                                | 2 – 2                                                                  | Italia                                                                 | Qual. Mondiali 2010                                                    | -                                                                      | cap.                                                                   |
| 14-10-2009                                                             | Dublino                                                                | Irlanda                                                                | 0 – 0                                                                  | Montenegro                                                             | Qual. Mondiali 2010                                                    | -                                                                      |                                                                        |
| 14-11-2009                                                             | Dublino                                                                | Irlanda                                                                | 0 – 1                                                                  | Francia                                                                | Qual. Mondiali 2010                                                    | -                                                                      | cap.                                                                   |
| 18-11-2009                                                             | Saint-Denis                                                            | Francia                                                                | 1 – 1 dts                                                              | Irlanda                                                                | Qual. Mondiali 2010                                                    | 1                                                                      | cap.                                                                   |
| 2-3-2010                                                               | Londra                                                                 | Irlanda                                                                | 0 – 2                                                                  | Brasile                                                                | Amichevole                                                             | -                                                                      | cap.                                                                   |
| 25-5-2010                                                              | Dublino                                                                | Irlanda                                                                | 2 – 1                                                                  | Paraguay                                                               | Amichevole                                                             | -                                                                      | cap. 63’                                                               |
| 28-5-2010                                                              | Dublino                                                                | Irlanda                                                                | 3 – 0                                                                  | Algeria                                                                | Amichevole                                                             | 2                                                                      | cap.                                                                   |
| 11-8-2010                                                              | Dublino                                                                | Irlanda                                                                | 0 – 1                                                                  | Argentina                                                              | Amichevole                                                             | -                                                                      | cap.                                                                   |
| 3-9-2010                                                               | Erevan                                                                 | Armenia                                                                | 0 – 1                                                                  | Irlanda                                                                | Qual. Euro 2012                                                        | -                                                                      | cap. 85’                                                               |
| 7-9-2010                                                               | Dublino                                                                | Irlanda                                                                | 3 – 1                                                                  | Andorra                                                                | Qual. Euro 2012                                                        | 1                                                                      | cap.                                                                   |
| 8-10-2010                                                              | Dublino                                                                | Irlanda                                                                | 2 – 3                                                                  | Russia                                                                 | Qual. Euro 2012                                                        | 1                                                                      | cap.                                                                   |
| 12-10-2010                                                             | Žilina                                                                 | Slovacchia                                                             | 1 – 1                                                                  | Irlanda                                                                | Qual. Euro 2012                                                        | -                                                                      | cap.                                                                   |
| 26-3-2011                                                              | Dublino                                                                | Irlanda                                                                | 2 – 1                                                                  | Macedonia                                                              | Qual. Euro 2012                                                        | 1                                                                      | cap. 87’                                                               |
| 24-5-2011                                                              | Dublino                                                                | Irlanda                                                                | 5 – 0                                                                  | Irlanda del Nord                                                       | Nations Cup 2011                                                       | 2                                                                      | cap. 62’                                                               |
| 29-5-2011                                                              | Dublino                                                                | Irlanda                                                                | 1 – 0                                                                  | Scozia                                                                 | Nations Cup 2011                                                       | 1                                                                      | cap. 83’                                                               |
| 4-6-2011                                                               | Skopje                                                                 | Macedonia                                                              | 0 – 2                                                                  | Irlanda                                                                | Qual. Euro 2012                                                        | 2                                                                      | cap.                                                                   |
| 10-8-2011                                                              | Dublino                                                                | Irlanda                                                                | 0 – 0                                                                  | Croazia                                                                | Amichevole                                                             | -                                                                      | cap.                                                                   |
| 2-9-2011                                                               | Dublino                                                                | Irlanda                                                                | 0 – 0                                                                  | Slovacchia                                                             | Qual. Euro 2012                                                        | -                                                                      | cap.                                                                   |
| 6-9-2011                                                               | Mosca                                                                  | Russia                                                                 | 0 – 0                                                                  | Irlanda                                                                | Qual. Euro 2012                                                        | -                                                                      | cap.                                                                   |
| 7-10-2011                                                              | Andorra la Vella                                                       | Andorra                                                                | 0 – 2                                                                  | Irlanda                                                                | Qual. Euro 2012                                                        | -                                                                      | cap.                                                                   |
| 11-11-2011                                                             | Tallinn                                                                | Estonia                                                                | 0 – 4                                                                  | Irlanda                                                                | Qual. Euro 2012                                                        | 2                                                                      | cap.                                                                   |
| 15-11-2011                                                             | Dublino                                                                | Irlanda                                                                | 1 – 1                                                                  | Estonia                                                                | Qual. Euro 2012                                                        | -                                                                      | cap. 67’                                                               |
| 29-2-2012                                                              | Dublino                                                                | Irlanda                                                                | 1 – 1                                                                  | Rep. Ceca                                                              | Amichevole                                                             | -                                                                      | cap. 71’                                                               |
| 26-5-2012                                                              | Dublino                                                                | Irlanda                                                                | 1 – 0                                                                  | Bosnia ed Erzegovina                                                   | Amichevole                                                             | -                                                                      | cap. 63’                                                               |
| 4-6-2012                                                               | Budapest                                                               | Ungheria                                                               | 0 – 0                                                                  | Irlanda                                                                | Amichevole                                                             | -                                                                      | cap. 61’                                                               |
| 10-6-2012                                                              | Poznań                                                                 | Croazia                                                                | 3 – 1                                                                  | Irlanda                                                                | Euro 2012 - 1º turno                                                   | -                                                                      | cap. 75’                                                               |
| 14-6-2012                                                              | Danzica                                                                | Irlanda                                                                | 0 – 4                                                                  | Spagna                                                                 | Euro 2012 - 1º turno                                                   | -                                                                      | cap. 36’                                                               |
| 18-6-2012                                                              | Poznań                                                                 | Italia                                                                 | 2 – 0                                                                  | Irlanda                                                                | Euro 2012 - 1º turno                                                   | -                                                                      | 86’                                                                    |
| 7-9-2012                                                               | Astana                                                                 | Kazakistan                                                             | 1 – 2                                                                  | Irlanda                                                                | Qual. Mondiali 2014                                                    | 1                                                                      | cap.                                                                   |
| 16-10-2012                                                             | Tórshavn                                                               | Fær Øer                                                                | 1 – 4                                                                  | Irlanda                                                                | Qual. Mondiali 2014                                                    | -                                                                      | cap. 79’                                                               |
| 22-3-2013                                                              | Solna                                                                  | Svezia                                                                 | 0 – 0                                                                  | Irlanda                                                                | Qual. Mondiali 2014                                                    | -                                                                      | cap. 76’                                                               |
| 29-5-2013                                                              | Londra                                                                 | Inghilterra                                                            | 1 – 1                                                                  | Irlanda                                                                | Amichevole                                                             | -                                                                      | cap. 66’                                                               |
| 2-6-2013                                                               | Dublino                                                                | Irlanda                                                                | 4 – 0                                                                  | Georgia                                                                | Amichevole                                                             | 2                                                                      | 46’                                                                    |
| 7-6-2013                                                               | Dublino                                                                | Irlanda                                                                | 3 – 0                                                                  | Fær Øer                                                                | Qual. Mondiali 2014                                                    | 3                                                                      | cap.                                                                   |
| 11-6-2013                                                              | New York                                                               | Spagna                                                                 | 2 – 0                                                                  | Irlanda                                                                | Amichevole                                                             | -                                                                      | cap. 57’                                                               |
| 6-9-2013                                                               | Dublino                                                                | Irlanda                                                                | 1 – 2                                                                  | Svezia                                                                 | Qual. Mondiali 2014                                                    | 1                                                                      | cap.                                                                   |
| 10-9-2013                                                              | Vienna                                                                 | Austria                                                                | 1 – 0                                                                  | Irlanda                                                                | Qual. Mondiali 2014                                                    | -                                                                      | cap. 45’                                                               |
| 15-10-2013                                                             | Dublino                                                                | Irlanda                                                                | 3 – 1                                                                  | Kazakistan                                                             | Qual. Mondiali 2014                                                    | 1                                                                      | cap.                                                                   |
| 15-11-2013                                                             | Dublino                                                                | Irlanda                                                                | 3 – 0                                                                  | Lettonia                                                               | Amichevole                                                             | 1                                                                      | cap. 73’                                                               |
| 6-6-2014                                                               | Chester                                                                | Costa Rica                                                             | 1 – 1                                                                  | Irlanda                                                                | Amichevole                                                             | -                                                                      | cap. 83’                                                               |
| 10-6-2014                                                              | East Rutherford                                                        | Irlanda                                                                | 1 – 5                                                                  | Portogallo                                                             | Amichevole                                                             | -                                                                      | 63’                                                                    |
| 3-9-2014                                                               | Dublino                                                                | Irlanda                                                                | 2 – 0                                                                  | Oman                                                                   | Amichevole                                                             | -                                                                      | 59’                                                                    |
| 7-9-2014                                                               | Tbilisi                                                                | Georgia                                                                | 1 – 2                                                                  | Irlanda                                                                | Qual. Euro 2016                                                        | -                                                                      | cap. 76’                                                               |
| 11-10-2014                                                             | Dublino                                                                | Irlanda                                                                | 7 – 0                                                                  | Gibilterra                                                             | Qual. Euro 2016                                                        | 3                                                                      | cap. 63’                                                               |
| 14-10-2014                                                             | Gelsenkirchen                                                          | Germania                                                               | 1 – 1                                                                  | Irlanda                                                                | Qual. Euro 2016                                                        | -                                                                      | cap. 63’                                                               |
| 14-11-2014                                                             | Glasgow                                                                | Scozia                                                                 | 1 – 0                                                                  | Irlanda                                                                | Qual. Euro 2016                                                        | -                                                                      | 78’                                                                    |
| 29-3-2015                                                              | Dublino                                                                | Irlanda                                                                | 1 – 1                                                                  | Polonia                                                                | Qual. Euro 2016                                                        | -                                                                      | cap.                                                                   |
| 13-6-2015                                                              | Dublino                                                                | Irlanda                                                                | 1 – 1                                                                  | Scozia                                                                 | Qual. Euro 2016                                                        | -                                                                      | 73’                                                                    |
| 4-9-2015                                                               | São João da Venda                                                      | Gibilterra                                                             | 0 – 4                                                                  | Irlanda                                                                | Qual. Euro 2016                                                        | 2                                                                      | cap. 71’                                                               |
| 7-9-2015                                                               | Dublino                                                                | Irlanda                                                                | 1 – 0                                                                  | Georgia                                                                | Qual. Euro 2016                                                        | -                                                                      | cap. 46’                                                               |
| 11-10-2015                                                             | Varsavia                                                               | Polonia                                                                | 2 – 1                                                                  | Irlanda                                                                | Qual. Euro 2016                                                        | -                                                                      | 55’                                                                    |
| 13-6-2016                                                              | Saint-Denis                                                            | Irlanda                                                                | 1 – 1                                                                  | Svezia                                                                 | Euro 2016 - 1º turno                                                   | -                                                                      | 78’                                                                    |
| 18-6-2016                                                              | Bordeaux                                                               | Belgio                                                                 | 3 – 0                                                                  | Irlanda                                                                | Euro 2016 - 1º turno                                                   | -                                                                      | 79’                                                                    |
| 31-8-2016                                                              | Dublino                                                                | Irlanda                                                                | 4 – 0                                                                  | Oman                                                                   | Amichevole                                                             | 1                                                                      | cap. 57’                                                               |
| Totale                                                                 |                                                                        | Presenze (1º posto)                                                    | 146                                                                    |                                                                        | Reti (1º posto)                                                        | 68                                                                     |                                                                        |

### Statistiche da allenatore
Statistiche aggiornate al 24 maggio 2025. In grassetto le competizioni vinte.
| Stagione        | Squadra          | Campionato      | Campionato | Campionato | Campionato | Campionato | Coppe nazionali | Coppe nazionali | Coppe nazionali | Coppe nazionali | Coppe nazionali | Coppe continentali | Coppe continentali | Coppe continentali | Coppe continentali | Coppe continentali | Altre coppe | Altre coppe | Altre coppe | Altre coppe | Altre coppe | Totale | Totale | Totale | Totale | % Vittorie | Piazzamento |
| Stagione        | Squadra          | Comp            | G          | V          | N          | P          | Comp            | G               | V               | N               | P               | Comp               | G                  | V                  | N                  | P                  | Comp        | G           | V           | N           | P           | G      | V      | N      | P      | %          | Piazzamento |
| --------------- | ---------------- | --------------- | ---------- | ---------- | ---------- | ---------- | --------------- | --------------- | --------------- | --------------- | --------------- | ------------------ | ------------------ | ------------------ | ------------------ | ------------------ | ----------- | ----------- | ----------- | ----------- | ----------- | ------ | ------ | ------ | ------ | ---------- | ----------- |
| mar.-apr. 2018  | ATK              | ISL             | 1          | 1          | 0          | 0          | -               | -               | -               | -               | -               | -                  | -                  | -                  | -                  | -                  | SC          | 2           | 1           | 0           | 1           | 3      | 2      | 0      | 1      | 66,67      | Sub, 9°     |
| 2023-2024       | Maccabi Tel Aviv | Lh              | 36         | 26         | 7          | 3          | CI+CdL          | 2+3             | 2+2             | 0+1             | 0+0             | UECL               | 14                 | 10                 | 2                  | 2                  | -           | -           | -           | -           | -           | 55     | 40     | 10     | 5      | 72,73      | 1º          |
| gen.-giu. 2025  | Ferencváros      | NBI             | 15         | 11         | 5          | 2          | MK              | 4               | 2               | 2               | 0               | UEL                | 4                  | 2                  | 0                  | 2                  | -           | -           | -           | -           | -           | 26     | 15     | 7      | 4      | 57,69      | Sub., 1º    |
| Totale carriera | Totale carriera  | Totale carriera | 55         | 38         | 12         | 5          |                 | 9               | 6               | 3               | 0               |                    | 18                 | 12                 | 2                  | 4                  |             | 2           | 1           | 0           | 1           | 84     | 57     | 17     | 10     | 67,86      |             |

### Record
- Calciatore con più presenze con la Repubblica d'Irlanda (146).[237]
- Calciatore con più reti segnate con la Repubblica d'Irlanda (68).[184]

## Palmarès

### Giocatore

#### Club
- Coppa di Lega inglese: 1

Tottenham: 2007-2008
- MLS Supporters' Shield: 1

LA Galaxy: 2011
- Campionato MLS: 3

LA Galaxy: 2011, 2012, 2014

#### Nazionale
- Campionato d'Europa Under-18: 1

1998
- Nations Cup: 1

2011

#### Individuale
- FAI Young International Player of the Year: 2

1998, 1999
- FAI Senior International Player of the Year: 2

2010, 2013
- Capocannoniere della Nations Cup: 1

2011
- MLS Best XI: 4

2012, 2013, 2014, 2015
- MVP della Major League Soccer: 1

2014

### Allenatore

#### Competizioni nazionali
- Coppa di Lega israeliana: 1

Maccabi Tel Aviv: 2023-2024
- Campionato israeliano: 1

Maccabi Tel Aviv: 2023-2024
- Campionato ungherese: 1

Ferencváros: 2024-2025